# Julien Léopold Boilly
Pour les articles homonymes, voir Boilly.
Julien Léopold Boilly, ou Jules Boilly, né à Paris le 30 août 1796 et mort dans la même ville le 14 juin 1874, est un peintre et lithographe français.

## Biographie
Julien Léopold Boilly naît à Paris le 30 août 1796.
Fils et élève de Louis Léopold Boilly, et frère d’Édouard et Alphonse Boilly, Jules est connu surtout pour ses portraits.
Principalement peintre et lithographe, il a aussi occasionnellement créé des eaux-fortes.
Il a notamment lithographié, vers 1825, presque tous les membres de l'Institut de France. On lui doit également une suite de portraits de femmes-auteurs, que les marchands d'estampes appelaient irrévérencieusement « la suite des bas-bleus », ainsi qu'une série de reproductions de dessins de Pierre-Paul Prud'hon.
Son atelier était au 7, rue de l'Est (voir : boulevard Saint-Michel No 115).  
Julien Léopold Boilly meurt à Paris le 14 juin 1874.

## Galerie

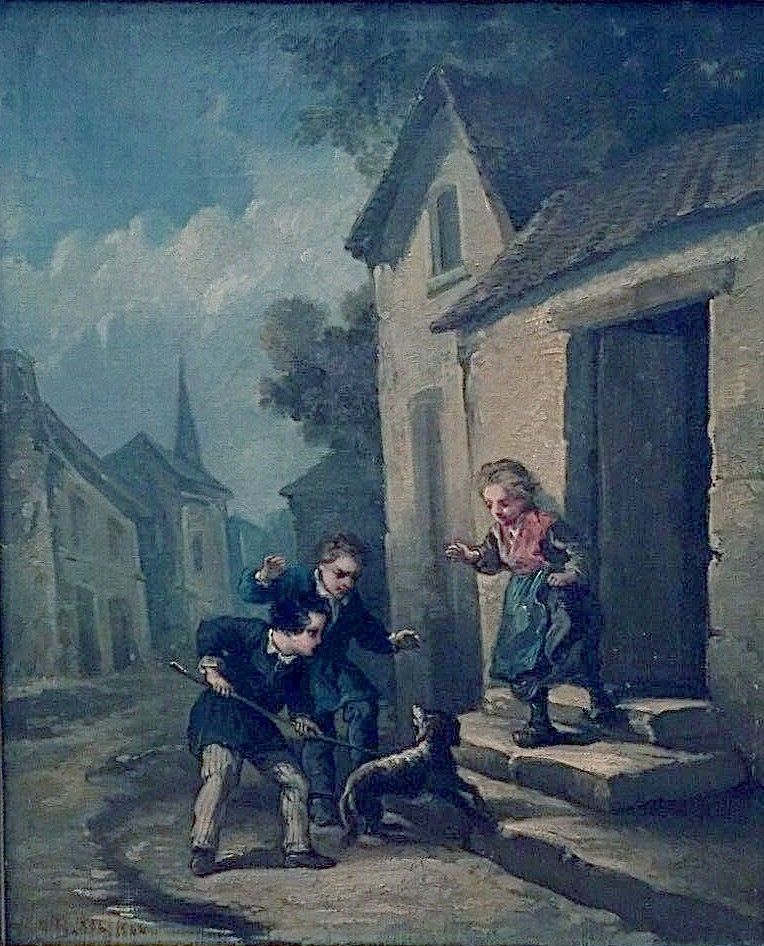
Enfants dans la rue, 1844.
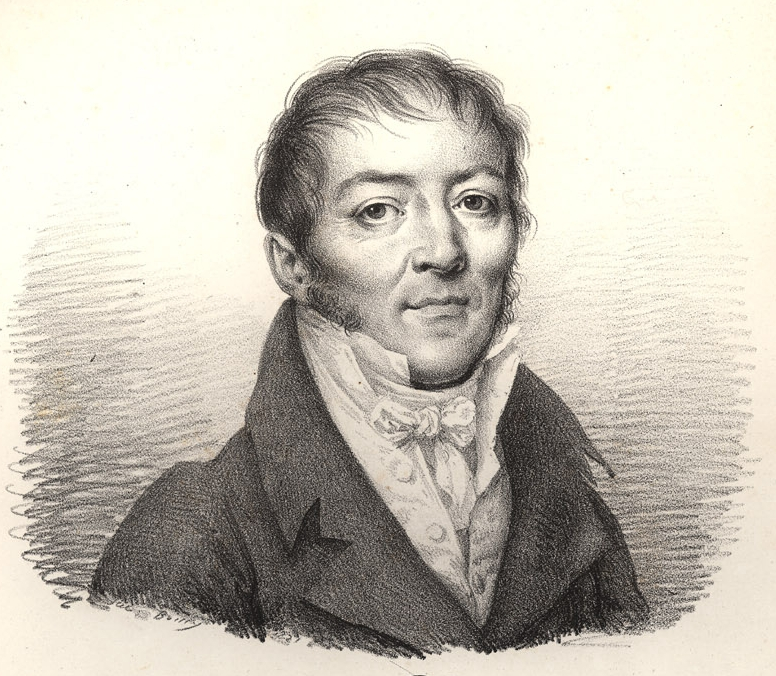
Alexis Bouvard.
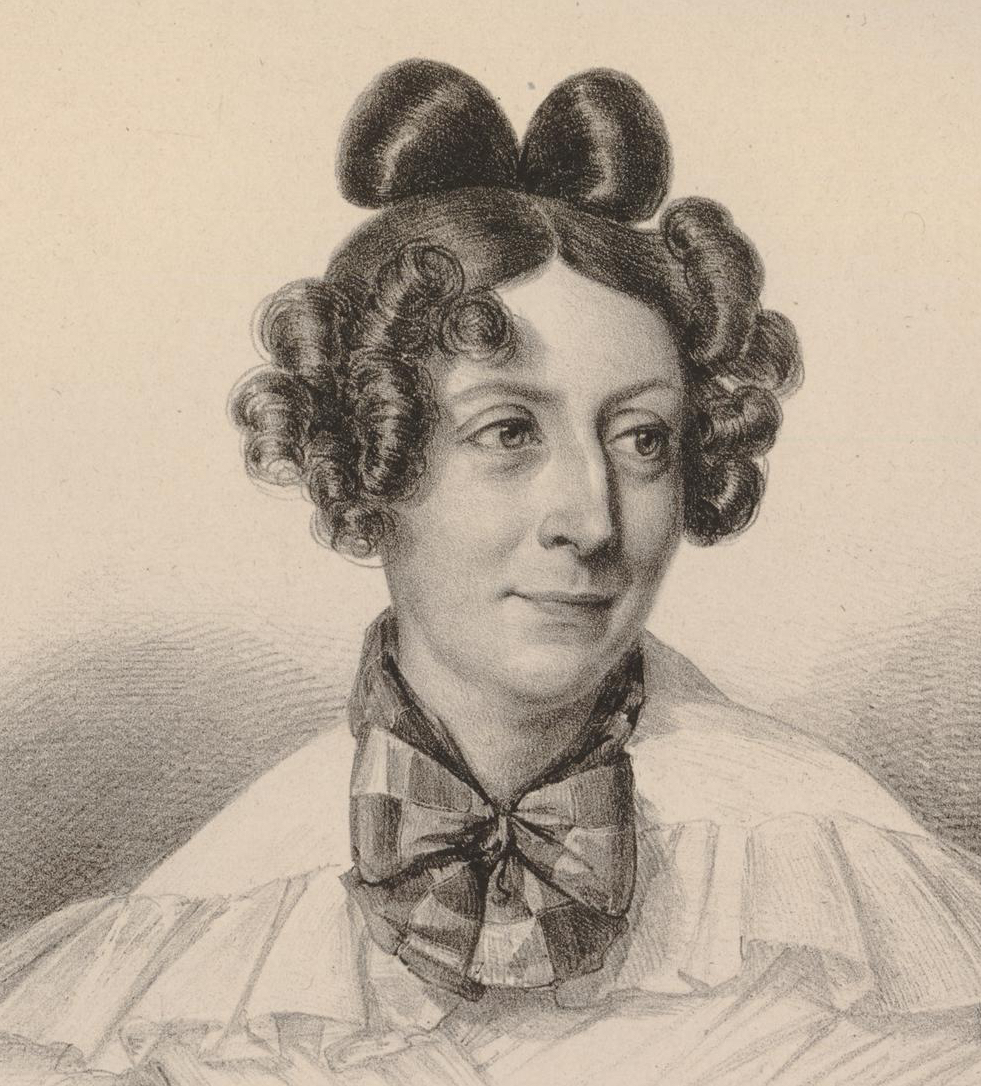
La duchesse d'Abrantès.
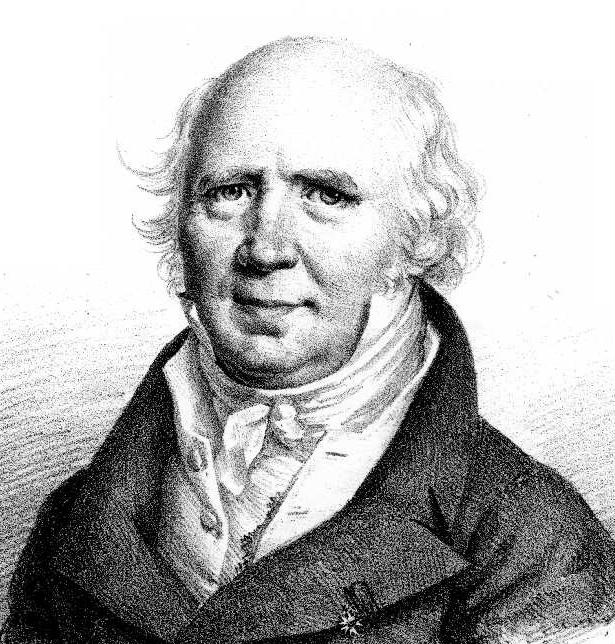
Pierre-Simon Girard.
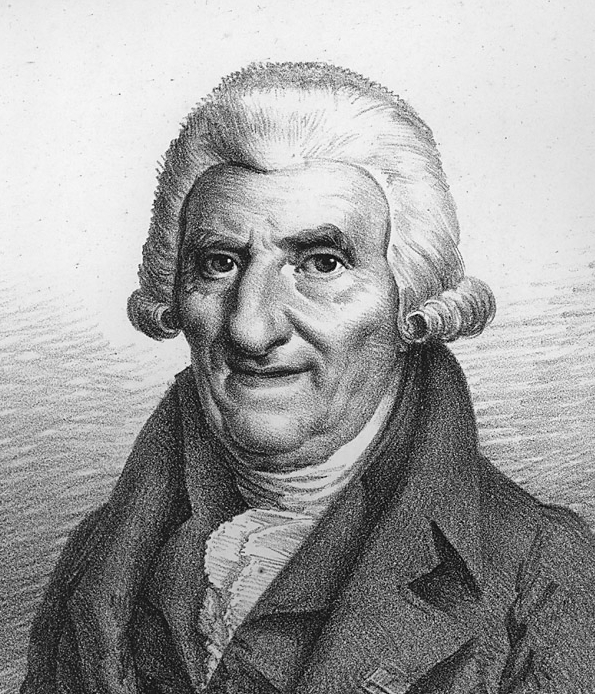
Jean-Dominique Cassini.
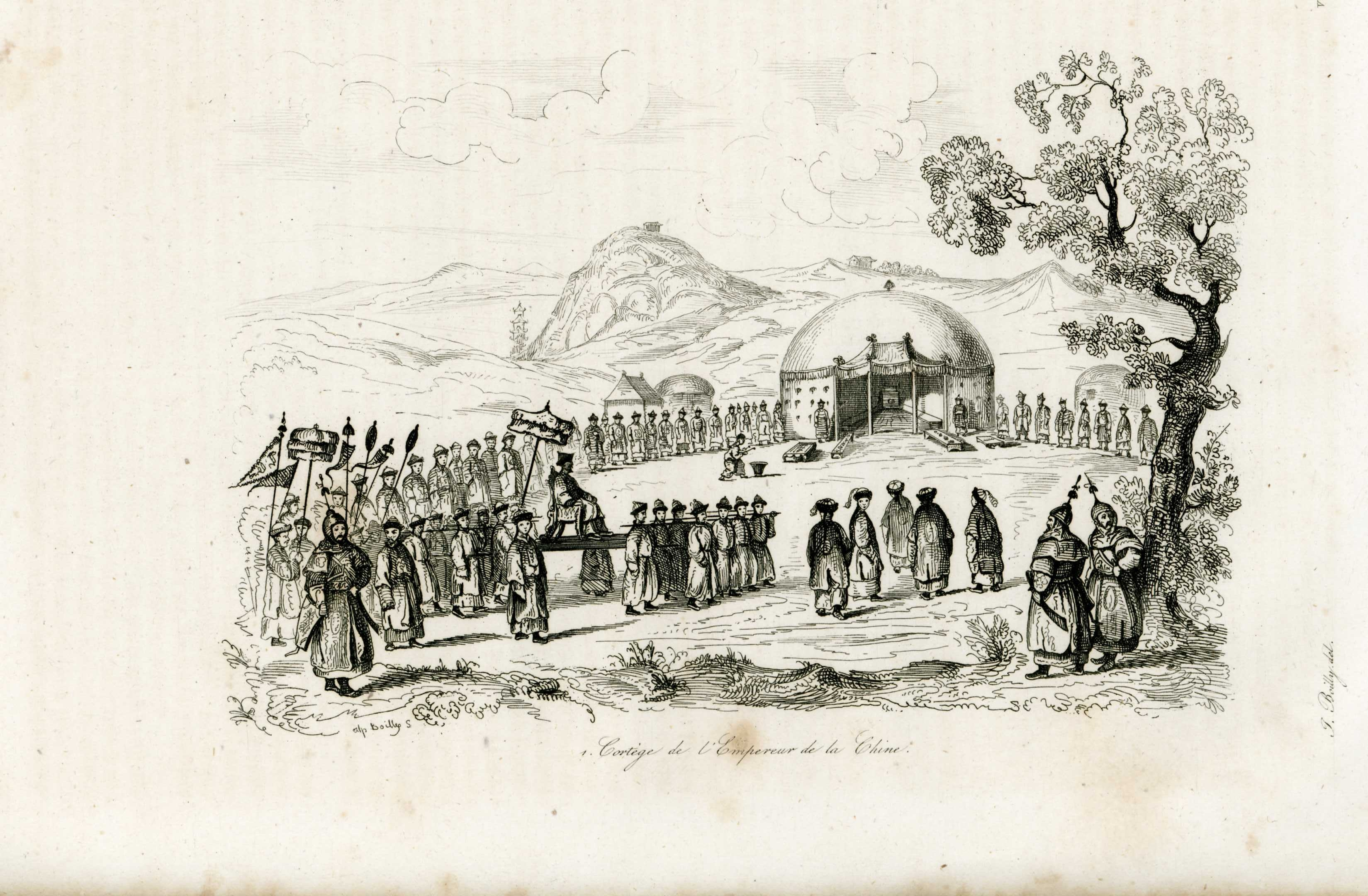
Cortège de l'empereur de Chine.
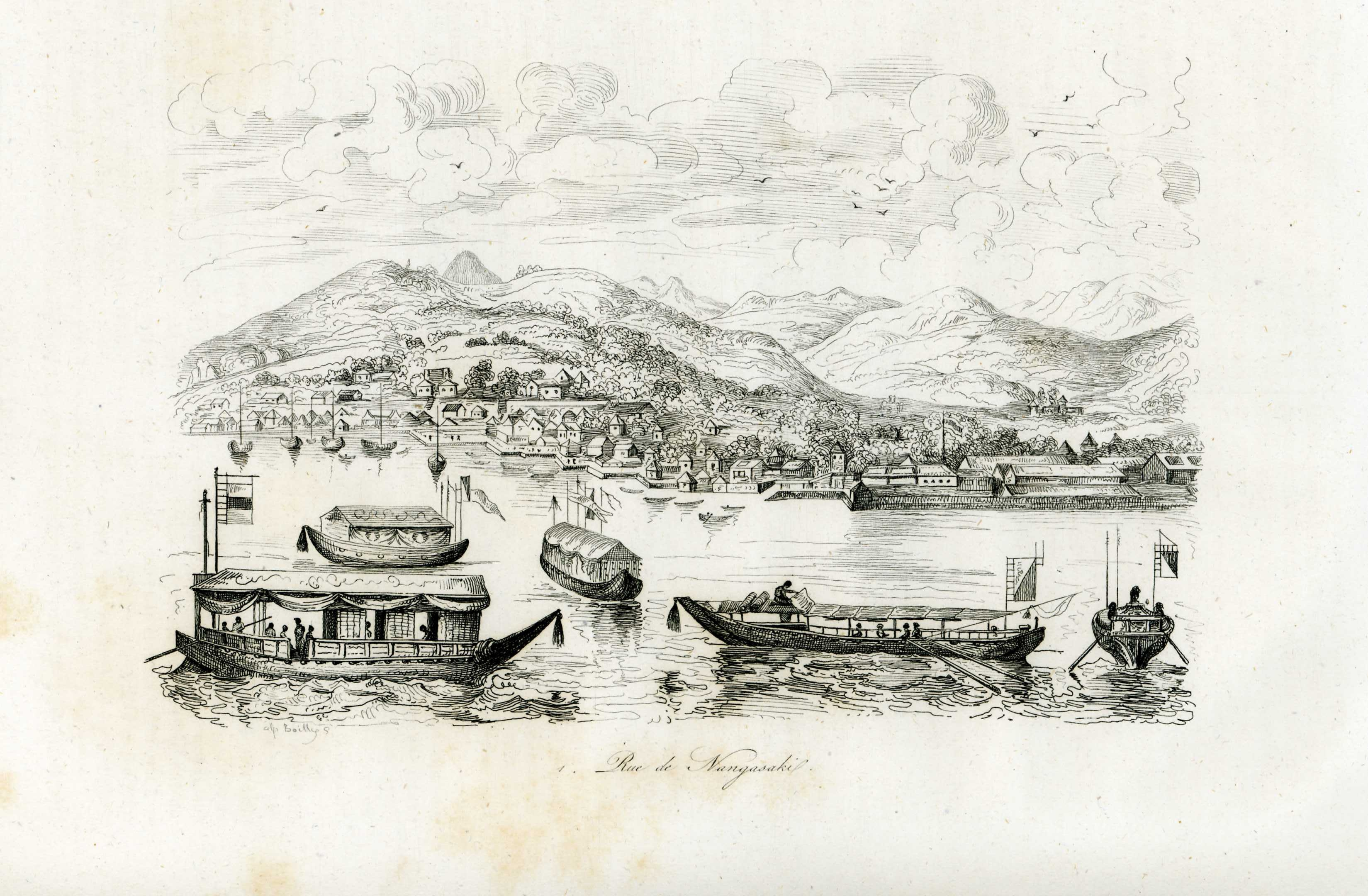
Vue de Nagazaki.
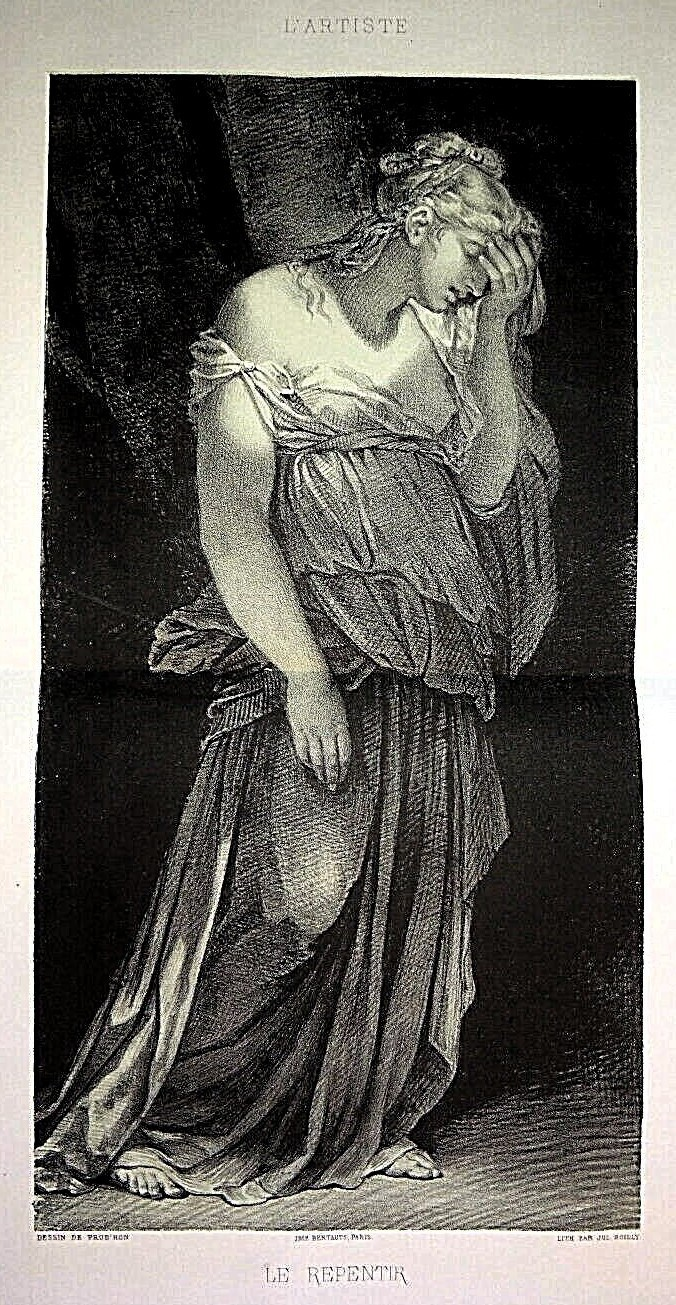
Le repentir.
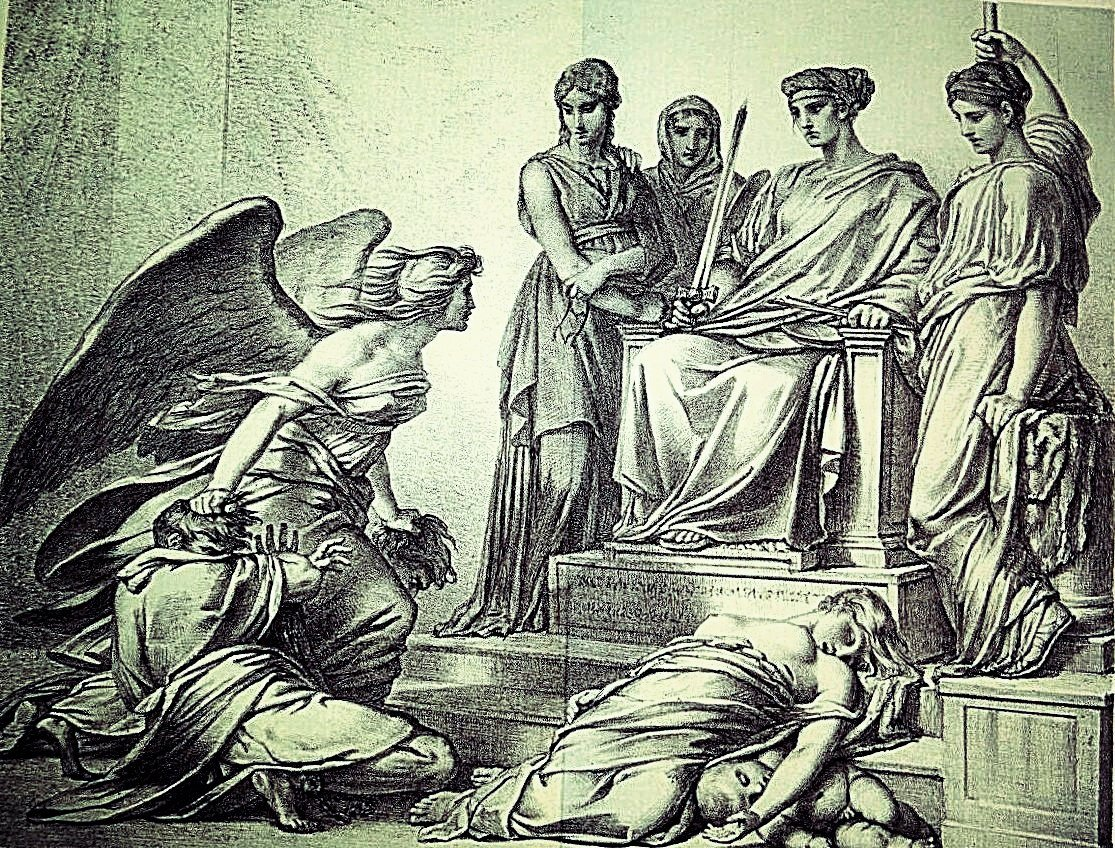
Thémis.
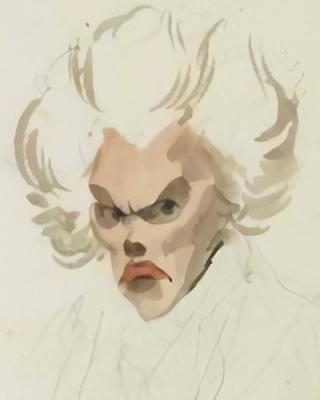
Legendre.
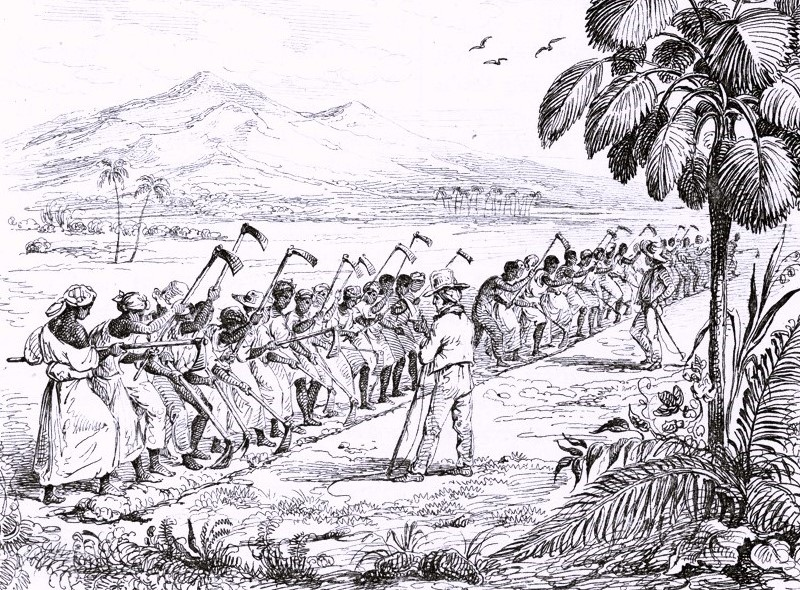
Esclaves au travail en Martinique, 1826, illustration du Voyage pittoresque dans les deux Amériques d'Alcide Dessalines d'Orbigny.
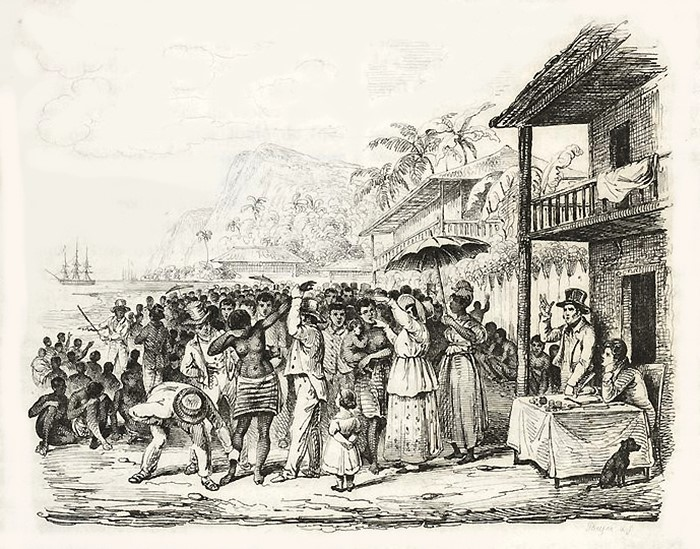
Vente d'esclaves à la Martinique.

## Dessins

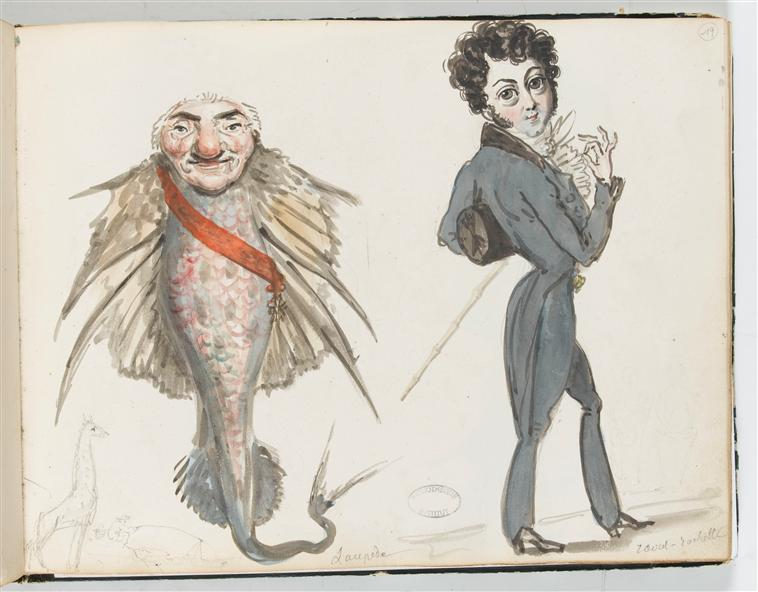
Julien Léopold Boilly, Bernard Germain Étienne de Lacépède et Désiré Raoul-Rochette.

- Portrait de Pierre-Paul Prud'hon, mine de plomb, 24 x 17 cm, Gray (Haute-Saône), musée Baron-Martin.

## Estampes
- André Marie Constant Duméril, 1822, lithographie
- Le repentir, d'après Prud'hon, lithographie, 32 x 16 cm, Gray, musée Baron-Martin
- Amour, enfant et chien ou L'amour caresse avant de blesser, d'après Prud'hon, lithographie, 21 x 15 cm, Gray, musée Baron-Martin
- L'égratignure ou Le coup de patte du chat, d'après Prud'hon, lithographie, 21 x 15 cm, Gray, musée Baron-Martin
- L'égratignure (même sujet que "Le coup de patte du chat"), deux exemplaires, d'après Prud'hon, lithographie, 21 x 15 cm, Gray, musée Baron-Martin
- L'amour au flambeau, d'après Prud'hon, lithographie, 21 x 16 cm, Gray, musée Baron-Martin
- Apollon et les muses (suite de 5 sujets) Euterpe et Polymnie, d'après Prud'hon, lithographie, 16 x 11 cm, Gray, musée Baron-Martin
- Apollon et les muses (suite de 5 sujets) Clio et Uranie, d'après Prud'hon, lithographie, 16 x 12 cm, Gray, musée Baron-Martin
- Vénus et Adonis, d'après Prud'hon, lithographie, 29 x 23 cm, Gray, musée Baron-Martin
- Vénus au bains, trois exemplaires, d'après Prud'hon, lithographie, 30 x 22 cm, Gray, musée Baron-Martin
- Le triomphe de Vénus ou "Alma Venus ! Hominum divumque voluptas", d'après Prud'hon, lithographie, 7 x 16 cm, Gray, musée Baron-Martin
- Joseph (et la femme de Putiphar), d'après Prud'hon, lithographie, 12 x 9 cm, Gray, musée Baron-Martin
- Themis, d'après Prud'hon, lithographie, 28 x 35 cm, Gray, musée Baron-Martin
- La Justice, Titre indiqué Bm (ou Némésis ou Thémis), d'après Prud'hon, lithographie, 13 x 16 cm, Gray, musée Baron-Martin
- La justice ou Némésis ou Thémis (detail), d'après Prud'hon, lithographie, 22 x 15 cm, Gray, musée Baron-Martin
- Prud'hon 3/4 droite, d'après Prud'hon, lithographie, 7 x 6 cm, Gray, musée Baron-Martin
- Portrait de Prud'hon, d'après Prud'hon, gravure, 15 x 12 cm, Gray, musée Baron-Martin
- Portrait de Prud'hon, Un buste de 3/4 à d., visage presque de face, d'après Prud'hon, 1820, gravure, 14 x 17 cm, Gray, musée Baron-Martin
- Prud'hon (de profil à droite), d'après Prud'hon, gravure, 11 x 8 cm, Gray, musée Baron-Martin
- Les arts ou Euterpe ou la musique, d'après Prud'hon, lithographie, 26 x 6 cm, Gray, musée Baron-Martin
- La richesse, d'après Prud'hon, lithographie, 26 x 6 cm, Gray, musée Baron-Martin
- Les plaisirs, d'après Prud'hon, lithographie, 26 x 6 cm, Gray, musée Baron-Martin
- La philosophie, d'après Prud'hon, lithographie, 26 x 6 cm, Gray, musée Baron-Martin
- Le matin, d'après Prud'hon, lithographie, 9 x 15 cm, Gray, musée Baron-Martin
- Le midi, d'après Prud'hon, lithographie, 9 x 15 cm, Gray, musée Baron-Martin
- Le soir, d'après Prud'hon, lithographie, 9 x 15 cm, Gray, musée Baron-Martin
- La nuit, d'après Prud'hon, lithographie, 9 x 15 cm, Gray, musée Baron-Martin
- Psyché enchaînant l'amour (détail), d'après Prud'hon, lithographie, 12 x 22 cm, Gray, musée Baron-Martin
- Le printemps, d'après Prud'hon, lithographie, 25 x 11 cm, Gray, musée Baron-Martin
- L'été, d'après Prud'hon, lithographie, 25 x 11 cm, Gray, musée Baron-Martin
- L'automne, d'après Prud'hon, lithographie, 25 x 11 cm, Gray, musée Baron-Martin
- L'hiver, d'après Prud'hon, lithographie, 25 x 11 cm, Gray, musée Baron-Martin
- Diane prie Jupiter de ne pas l'assujetir à l'hymen, d'après Prud'hon, lithographie, 25 x 11 cm, Gray, musée Baron-Martin
- L'honneur, d'après Prud'hon, lithographie, 19 x 9 cm, Gray, musée Baron-Martin
- La renommée, d'après Prud'hon, lithographie, 19 x 13 cm, Gray, musée Baron-Martin
- La victoire, d'après Prud'hon, lithographie, 19 x 75 cm, Gray, musée Baron-Martin
- La musique, d'après Prud'hon, lithographie, 19 x 9 cm, Gray, musée Baron-Martin
- La science, d'après Prud'hon, lithographie, 19 x 9 cm, Gray, musée Baron-Martin
- La peinture, d'après Prud'hon, lithographie, 19 x 9 cm, Gray, musée Baron-Martin
- Caprices, trois dans la même planche, deux exemplaires d'après Prud'hon, lithographie, 28 x 49 cm, Gray, musée Baron-Martin
- Les cymbales, d'après Prud'hon, lithographie, 20 x 9 cm, Gray, musée Baron-Martin
- Le triangle, d'après Prud'hon, lithographie, 20 x 8 cm, Gray, musée Baron-Martin
- Le tambour de Basque, d'après Prud'hon, lithographie, 20 x 9 cm, Gray, musée Baron-Martin
- Joseph Dacier Bou, 1820, Musée Alfred-Canel
- Pierre Simon Girard, 1863, Musée Alfred-Canel
- Le Marquis de la Place, Musée Alfred-Canel
- Jean-Jacques-François Lebarbier, 1823, Musée Alfred-Canel
- Le Vicomte le Prévost d'Iray (Chrétien Siméon), 1822, Musée Alfred-Canel
- Le duc de Plaisance (Charles François Lebrun), 1821, Musée Alfred-Canel
- Nicolas Louis Vauquelin, 1820, Musée Alfred-Canel